# Eloeophila laciniata
Eloeophila laciniata är en tvåvingeart som först beskrevs av Edwards 1928.  Eloeophila laciniata ingår i släktet Eloeophila och familjen småharkrankar. Inga underarter finns listade i Catalogue of Life.